# Hellen Huisman
Helene Anni Marie Barbara (Hellen) Huisman-Müller (Amsterdam, 26 maart 1937 – Blaricum, 29 januari 2012) was een Nederlands actrice en stemactrice.
Huisman volgde het gymnasium en kreeg zanglessen van Beb Ogterop. Als actrice was ze te zien in een klein aantal televisieproducties. Haar stem was des te meer te horen. Ze is voornamelijk bekend van het kinderprogramma Sesamstraat waarin ze sinds het eerste seizoen van het programma te horen was als onder meer Grovers moeder en Miesje Mooi. Daarnaast heeft ze bijdragen geleverd aan meerdere Sesamstraat-cd's.
Ze overleed in januari 2012 op 74-jarige leeftijd en werd begraven op de Zorgvlied in Amsterdam.

## Filmografie
- Medisch Centrum West (1989), afl. "Het weerzien" - patiënte mevr. Pereboom
- Steil achterover (1989), afl. "Door de mand gevallen" – rol
- De wonderbaarlijke avonturen van Professor Vreemdeling (1977) – Flora
- Bolke de Beer (1976), televisieserie – stem: Buizerin, Polle en Rosientje
- Sesamstraat (1976), televisieserie – stem: Miesje Mooi, Grundetta, Grovers moeder, verscheidene vrouwelijke Anything Muppets,Erica en Juliette.
- Suske en Wiske (1975), televisieserie – stem: Wiske
- Kamer 17 (1974), afl. "Het zit niet iedereen mee" – mevrouw Van Hoorn
- Waaldrecht (1974), afl. "Gewoon een beetje leven" – cheffin
- Op de Hollandse toer (1973), film – rol onbekend